# Lysefjorden i Forsand
Lysefjorden er en norsk fjord, som ligger i Forsand kommune i Rogaland fylke. Kendte steder som Preikestolen (Prædikestolen) og Kjerag ligger langs Lysefjorden. Fjorden er 42 km lang og er næsten 500 meter dyb på det dybeste. 
I indløbet til Lysefjorden ligger Oanes og Forsand på hver sin side med hver sin kaj. Lysefjorden går fra indløbet ved Høgsfjorden til Lysebotn i enden mod nordøst. Yderst i fjorden ligger Lysefjordbrua, som er eneste bro over fjorden.
Fjorden er skabt af isbræer, som har udgravet  fjeldmasserne under sig over lang tid. 
Om sommeren går der turistfærge ind i fjorden hver dag. Udenfor højsæsonen går der rutetrafik med hurtigbåd. Forsand, Oanes, Songesand og Lysebotn er tilknyttet vejnettet. Vejene til Songesand og Lysebotn er vinterlukket.
På grund af høje fjelde og store søer på vidderne, er Lysefjorden blevet brugt til vandkraftproduktion. Det første kraftværk var Flørli kraftværk, som har en faldhøjde på 740 meter. Flørli kraftværk brugte længe en rørgate, som gik ned langs fjeldsiden til kraftstationen, som er  sprængt ind i fjeldet. Lyse kraftværk er et andet kraftværk ved fjorden.

## Historie
I 2006 havde Lysefjorden besøg af 279.768 turister. Dermed  blev Lysefjorden og stedene langs den det mest besøgte område i Rogaland i 2006. Preikestolen havde 95.000 besøgende og Kjerag/Øygardstølen havde 27.375. Lysefjordcenteret havde 32.000 besøgende, mens Flørli havde 4.000. Bådture (færge og hurtigbåd) i Lysefjorden var på 101.133.

## Steder langs fjorden
Stederne har kaj eller er fjeld og er nævnt i den rækkefølge, de kommer fra indløbet og indover.
- Oanes
- Forsand
- Høllesli
- Vika
- Fossmark
- Preikestolen (fjeld)
- Bratteli
- Bakken
- Flørli
- Songesand
- Kjerag (fjeld)
- Lysebotn